# Hadena luteocinnamomea
Hadena luteocinnamomea là một loài bướm đêm trong họ Noctuidae.